# Wybory w Izraelu
Wybory w Izraelu – ten artykuł omawia temat wyborów w państwie Izrael.

## Wybory parlamentarne
Posłowie są wybierani według ordynacji proporcjonalnej, która przewiduje 3,25% próg wyborczy. Specyfiką Izraela jest to, że całe państwo tworzy jeden okręg wyborczy. Czynne prawo wyborcze przysługuje obywatelom, którzy ukończyli 18 lat, a bierne – 21 lat. Mandaty dodatkowe są przydzielane według metody D’Hondta.
Przed wyborami parlamentarnymi w Izraelu odbywają się wewnętrzne wybory w poszczególnych partiach politycznych i listach wyborczych, które pokazują, kto ewentualnie zajmie konkretne miejsca w parlamencie i rządzie po wyborach. W praktyce polega na tym, że do rządu wchodzą osoby z pierwszych miejsc na liście zwycięskiej partii.
Nigdy w historii izraelskiego parlamentaryzmu nie zdarzyło się, żeby któraś z partii zdobyła zdecydowaną większość (więcej niż 50%). Wszystkie rządy musiały powstawać na zasadzie zawieranych koalicji, bardzo często z małymi ugrupowaniami politycznymi (mającymi zaledwie kilka mandatów). Zawarta w ten sposób koalicja musi dysponować przynajmniej 61 miejscami w Knesecie. Wymusza to na partii zwycięskiej podejmowanie czasami dziwnych sojuszy i prowadzenie polityki kompromisu. W ten sposób, nawet małe polityczne ugrupowania mogą wetować i dyktować warunki ważnych decyzji politycznych podejmowanych w państwie. A wszystko tylko w imię utrzymania koalicji rządowej.
Taka sytuacja kilka razy umożliwiła prawicowym ekstremistycznym działaczom zablokowanie inicjatyw pokojowych. Nie dopuszczono także do rozdzielenia państwa od religii.
Do 2015 roku próg wyborczy wynosił 2%. Obecnie partia, aby uzyskać choćby jedno miejsce w parlamencie, musi przekroczyć próg 3,25%. Ten wymóg wprowadzono, aby zmniejszyć rozdrobnienie partyjne Knesetu.
Prawo nie zezwala na rejestrację w Izraelu partii lub listy wyborczej, która miałaby w programie hasła antydemokratyczne albo rasistowskie.

## Bezpośrednie wybory premiera
W 1992 roku w Izraelu wprowadzono bardzo oryginalny system wyłaniania osoby premiera. Od uchwalenia w tymże roku Ustawy Zasadniczej O Rządzie, każdy wyborca oddawał dwa głosy. Jeden na partię polityczną, a drugą na osobę premiera. W tym systemie odbyły się trzy wybory premiera: 1996, 1999 i w 2001 roku. W tym ostatnim przypadku wybory szefa rządu odbywały się niezależnie od wyborów do parlamentu (z tego powodu, w latach 2001–2003 Ariel Szaron (wówczas Likud) był premierem, pomimo że Partia Pracy posiadała większość w Knescie). Po wyborze premier elekt miał 45 dni na uformowanie rządu, przedstawienie Knesetowi składu i programu działania.
Stwierdzono jednak, iż taki system nie sprawdził się, ponieważ wygrywająca partia mogła nie tworzyć rządu. W 2001 roku wprowadzono więc nową Ustawę Zasadniczą, przywracającą stare uregulowania. Dzięki temu, od wyborów w 2003 roku, premier jest liderem najsilniejszej partii w Knesecie.